# FIM Europe
La FIM Europe, abreujat FIME, és una federació afiliada a la FIM que actua com a l'òrgan responsable del motociclisme a Europa. Fins al 2012, l'entitat s'anomenà Union Européenne de Motocyclisme (UEM).

## Història

Logotip de l'antiga UEM

El 5 de setembre de 1995 va tenir lloc a Múnic una reunió de representants d'organismes estatals de motociclisme europeus, amb l'objectiu de crear un òrgan de control per a aquest esport basat en el model d'altres organitzacions continentals. Els assistents representaven els estats de França, Itàlia, Suïssa, Grècia, Eslovàquia, Portugal i Alemanya.
En aquella reunió es va aprovar una declaració d'intencions consensuada amb la FIM. Aquest document esmenta els objectius de la nova organització, que són: promoure, desenvolupar i ajudar a difondre el motociclisme i els seus diversos esports entre els estats membres de la Unió Europea.
El 27 de novembre de 1995 tingué lloc a Bratislava una nova reunió on les federacions de Belarús, Bulgària, Estònia, Hongria, Lituània i la República Txeca expressaren el seu interès a unir-se a la unió proposada.
Finalment, el 17 de febrer de 1996 se celebrà una reunió a París on es creà la "Union Européenne de Motocyclisme", com un òrgan de control de 21 federacions estatals. Es van crear aleshores dos comitès encarregats de gestionar l'esport i la seva promoció, el turisme, la seguretat i el transport. La Unió va ser reconeguda oficialment per la FIM el 1997 com a federació continental.
El 2012, la Union Européenne de Motocyclisme (UEM) es canvià el nom per l'actual, FIM Europe. A data de 2017, l'entitat comptava amb 47 federacions afiliades.